# Stèle d'Hègèsô
La stèle funéraire d'Hègèsô (ou Hégéso) est l'une des plus belles stèles funéraires attiques parvenues jusqu'à nous. Datée de -410/-400, elle est entièrement faite de marbre pentélique. Elle a parfois été attribuée au sculpteur Callimaque.
Le relief, actuellement conservé au musée national archéologique d'Athènes (NAMA 3624, salle 18), a été trouvé en 1870 au cimetière du Céramique, à Athènes, qui en expose une copie sur place.

## Description

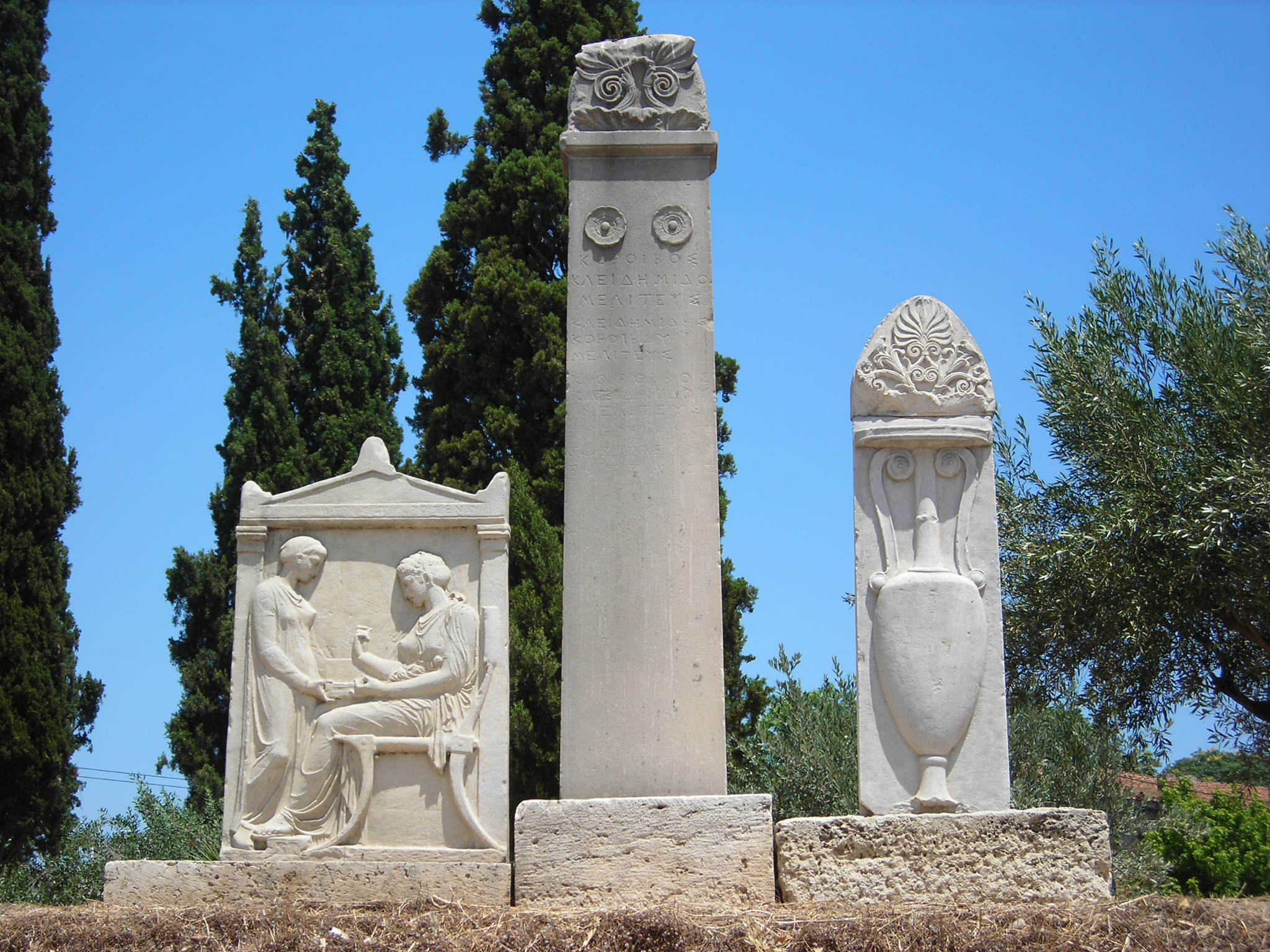
Copies modernes des monuments d'Hègèsô et de Koroibos, au cimetière du Céramique.

Dans son état actuel, la stèle d'Hègèsô est pratiquement intacte, seulement un peu restaurée sur les bords. Elle se présente sous la forme d'un naïskos de 1,49 m de haut et 0,92 m de large, encadré de deux pilastres et d'un fronton à palmettes formant acrotères. Le socle est en grande partie brisé et les reliefs ne présentent que de très légers dommages en surface.
La scène montre une femme athénienne portant un chiton et un himation, assise sur une chaise aux pieds incurvés vers l'extérieur, comportant un dossier, de type klismos (grec κλισμός, latin cathedra), les pieds appuyés sur un repose-pieds tout aussi élaboré. De sa main gauche, elle tient une pyxide au couvercle ouvert et, de la droite, un bijou (manquant, peint à l'origine), sur lequel elle dirige son regard. En face d'elle, à gauche, se tient une servante vêtue d'une tunique et d'un bonnet (sakkos), plus simple que celui porté par sa maîtresse, à qui elle présente la pyxide. Sur l'épistyle, l'épitaphe « ΗΓΗΣΩ ΠΡΟΞΕΝΟ » indique que la défunte est Hègèsô, fille de Proxénos.

## Sources
1. ↑  Sémni Karoúzou, Musée National, guide illustré du musée, Athènes, Ekdotike Athenon, 1978, 173 p., p. 66.
2. ↑  (es) « Periodo presocrático » [archive du 21 juin 2013], sur Instituto Nacional de Tecnologías Educativas y de Formación del Profesorado, Ministerio de Educación, Cultura y Deporte (consulté le 28 juin 2018).
3. ↑  (en) Harvey Green, Wood. Craft, Culture, History, New York, Penguin Books, 2006, 464 p. (ISBN 9780670038015), p. 191.